# أراغوصور
أراغوسورس (Aragosaurus) و معنى اسمه سحلية آراغون وهو جنس (تصنيف) من الدينصورات صوروبودا عاش خلال العصر الطباشيري المبكر وجدت احافيره في مقاطعة تيروال (مقاطعة) في أراضي الحكم الذاتي اراغون في إسبانيا 
و اراغوسورس كان كبير الحجم كما كان من الدينصورات العاشبة وقد عاش قبل حوالي 130 مليون سنة اما بالنسبة لطوله فيبلغ حوالي 18 متر ووزنه يصل إلى 28 طن ومثل الصوروبودات الأخرى كان يملك عنقا طويلا وكذلك ذيل طويل وقوي و رأس صغير وجسم ضخم وكان يشبه إلى حد كبير الكامراصور واسنانه كبيرة وو واسعة لتتناسب مع اكل اوراق الصنوبر العملاق الخشنة ويرجع فضل اكتشاف الاراغوسورس إلى العالم سنيز عام 1987